# عبد الله أحمد المدني
عبد الله أحمد المدني (ولد في مدينة الخبر السعودية في 8 إبريل عام 1951م) كاتب وأكاديمي بحريني متخصص في العلاقات الدولية، وباحث مهتم بالتاريخ الاجتماعي لدول الخليج العربية. صدر له مجموعة من المؤلفات من بينها: (النخب في الخليج العربي قراءة في سيرها )، و(الخبر وما جاورها). وهو حاصل على جائزة الصحافة العربية فئة القال السياسي عام 2016.

## التعليم
- حاصل على دكتوراه الفلسفة في العلوم السياسية من جامعة اكسيتر في بريطانيا.
- حاصل على ماجستير العلاقات الدولية والاستراتيجيات من جامعة بوسطن في أمريكا.[4]

## إصدارات
| الكتاب                                                                     | التاريخ | ملاحظات                                      |
| -------------------------------------------------------------------------- | ------- | -------------------------------------------- |
| عشرون عاماً من الترحال                                                      | 1991    |                                              |
| معالم الدور الهندي في الخليج: حكايات الرعيل الأول                          | 2002    |                                              |
| العمالة الآسيوية في الخليج: العمالة الهندية نموذجاً                         | 2004    |                                              |
| الخليج و التلفزيون                                                         | 2004    |                                              |
| المشهد الآسيوي: نافذة على أوضاع آسيا في مطلع الألفية الثالثة               | 2006    |                                              |
| ارفعوا أيديكم عن حناجرنا                                                   | 2007    |                                              |
| فيتوريو وينسبير جيوشياردي ودوره في تأكيد سيادة وهوية البحرين               | 2008    | صدر باللغتين العربية والانجليزية             |
| التأثيرات المتبادلة ما بين اللغة الهندية واللغة العربية ولغات أخرى         | 2009    |                                              |
| في شقتنا خادمة حامل (رواية)                                                | 2009    | [ 6 ]                                        |
| بولقلق (رواية)                                                             | 2010    | [ 7 ]                                        |
| محمد صالح وبناته الثلاث (رواية)                                            | 2010    | [ 8 ]                                        |
| لوحات بيوغرافية من الشرق الأقصى                                            | 2010    |                                              |
| من المكلا إلى الخبر (رواية)                                                | 2011    | [ 9 ]                                        |
| مذكرات حاوية مخلفات (رواية)                                                | 2012    | [ 10 ]                                       |
| ومضات من آسيا: ما صنعه كومار ولم يفعله عبدالفضيل                           | 2012    |                                              |
| الخبر وما جاورها                                                           | 2013    |                                              |
| البحرينيون في الخبر والدمام: إطلالة تاريخية                                | 2014    | [ 11 ]                                       |
| البحرين والخليج في الزمن الجميل                                            | 2015    |                                              |
| النخب في الخليج العربي: قراءة في سيرها                                     | 2016    |                                              |
| على رمال الخليج: النخب في الخليج (الجزء الثاني)                            | 2019    | [ 12 ] [ 13 ]                                |
| الخبر.. الله يا وطر مضى                                                    | 2020    | [ 14 ]                                       |
| رائدات ومبدعات من نساء الخليج                                              | 2022    | الجزء الثالث من كتاب النخب في الخليج العربي. |
| تلفزيون أرامكو: دراسة توثيقية لأول محطة تلفزيونية ناطقة بالعربية في الخليج | 2022    | طبعة ثانية.                                  |
| صناع الحداثة والتنوير والتنمية                                             | 2024    | [ 17 ]                                       |

## الجوائز
حاصل على جائزة الصحافة العربية في فئة المقال الصحفي في الدورة 15 لمنتدى الإعلام العربي في دبي عام 2016.